# 伊戈尔·布博尼季奇
伊戈尔·布博尼季奇（1992年7月17日—），是一名克罗地亚足球运动员，现效力于意大利足球甲级联赛球队乌迪内斯。

## 俱乐部生涯
布博尼季奇在2007年进入克罗地亚球队斯拉文贝鲁波青年队。2011年，他被租借到低级别联赛球队科普里夫尼察锻炼，并在2011/12赛季上半赛季出场13次，射进2球。2012年冬季，他回归斯拉文贝鲁波。2012年3月16日，他在斯拉文贝鲁波2比0击败奥西耶克的比赛替补出场，首次为球队出场。5月6日，他射进自己的首个克罗地亚甲级联赛进球，帮助球队1比1战平里耶卡。2012年9月，斯拉文贝鲁波宣布布博尼季奇已经和意大利足球甲级联赛球队乌迪内斯签约五年，但在2012/13赛季将继续留在球队。2013年夏季，布博尼季奇正式加盟乌迪内斯。

## 国家队生涯
2013年6月10日，他在克罗地亚0比1不敌葡萄牙的友谊赛第87分钟替补出场，上演成年国家队首秀。